# Josef Homeyer
Josef Homeyer (ur.  1 sierpnia 1929  w Harsewinkel – zm. 30 marca 2010 w Hildesheim) – niemiecki biskup rzymskokatolicki, biskup diecezjalny Hildesheim od jego nominacji przez Jana Pawła II w dniu 25 sierpnia 1983 do jego przejścia na emeryturę w dniu 20 sierpnia 2004.

## Życiorys
Josef Homeyer urodził się w Harsewinkel w Westfalii w 1929 roku jako syn rolnika. Po studiach teologicznych i filozoficznych w Münster i Innsbrucku oraz uzyskaniu doktoratu, w 1958 roku przyjął święcenia kapłańskie w Münster. Następnie pracował jako kapelan wiejski, proboszcz wiejski i nauczyciel w swojej rodzinnej diecezji. Od 1972 do 1983 był sekretarzem Konferencji Biskupów Niemiec, najpierw w Monachium, a następnie w Bonn. Z tego stanowiska kierowniczego 13 listopada 1983 roku został 69. biskupem Hildesheim.
Był założycielem Filozoficznego Instytutu Badawczego w Hanowerze (Forschungsinstitut für Philosophie Hannover) (1988). W 2005 roku otrzymał honorowe obywatelstwo miasta Hildesheim.
Biskup Homeyer znany był jako orędownik polsko-niemieckiego dialogu i integracji europejskiej. W 2003 roku wraz z grupą 40 księży udał się z pielgrzymką pokutną do grobu świętego Wojciecha w Gnieźnie, gdzie przeprosił Polaków za krzywdy wyrządzone w okresie dwóch ostatnich stuleci przez Niemców. 